# 아이유 (공동체)
아이유(Ayllu, 아이류)는 안데스산맥의 케추아족과 아이마라족에서 나타나는 전통적인 양식의 혈연중심적 공동체다.

## 형태
아이유는 잉카 문명 이전과 잉카 시대의 기본적인 정치ㆍ사회 단위다. 근본적으로는 대가족 형태이나, 자신들과 관계 없는 구성원들을, 각각의 가족들이 그들의 농사지을 영토의 안전 및 큰 변화를 주기 위해 받아들일 수 있었다.

## 주해
1. ↑  안데스산맥에서 볼 수 있는 예이스모 현상이 일어나지 않은 스페인어 발음 표기다.